# تيد كول
تيد كول (Ted Cole) هو ممثل كندي من فانكوفر.

## أدواره في الأنمي

### مسلسلات أنمي تلفزيونية
- رانما ½ - تاتيواكي كونو
- التقرير المتنقل الجديد جاندام وينج - شانج ووفيه
- البدلة المتنقلة جاندام سيد - كلوتو بوير
- البدلة المتنقلة جاندام سيد ديستني - جيلبرت دوراندال
- البدلة المتنقلة جاندام 00 - ميخائيل ترينيتي
- همتارو - بوس
- إينوياشا - تاكيدا كورانوسكي
- المتحولون سايبرترون - سايدوايز
- ذا سول تيكر - دكتور ناروغامي
- ميجامان محارب النت - وسيم
- ديث نوت - جاك نيلون، جون مكنرو، ريجي ناميكاوا

### أوفا أنمي
- التقرير المتنقل الجديد جاندام وينج: إندليس والتز - شانج ووفيه

## وصلات خارجية
- تيد كول على موقع IMDb (الإنجليزية)
- تيد كول على موقع قاعدة بيانات الفيلم (الإنجليزية)